# Adrian Scarlatache
Emil Adrian Scarlatache (* 5. Dezember 1986 in Bukarest) ist ein ehemaliger rumänischer Fußballspieler. Der Abwehrspieler spielte in der Jugend auch international für sein Land.

## Karriere
Im Sommer 2004 kam Scarlatache erstmals in den Kader von Dinamo Bukarest, wurde in jener Saison aber ausschließlich in der zweiten Mannschaft eingesetzt, die seinerzeit in der zweithöchsten rumänischen Fußballliga, der Divizia B, spielte. Um Spielpraxis zu sammeln, wechselte er im Sommer 2005 zu Pandurii Târgu Jiu, das gerade in die höchste Spielklasse, die Divizia A (heute Liga 1), aufgestiegen war. Als Stammspieler half Scarlatache mit, den Klassenerhalt zu erreichen, der jedoch nur durch den Lizenzentzug für Sportul Studențesc gelang. Zur neuen Saison wechselte er zum Ligakonkurrenten Jiul Petroșani.
Bereits in der Winterpause kehrte Scarlatache zu Dinamo zurück, kam aber nur sporadisch zum Einsatz, so dass er nur wenig zum Meistertitel beitragen konnte. In der Winterpause 2007/08 wechselte Scarlatache erneut – diesmal zu Dacia Mioveni, wo er den Abstieg aus der Liga 1 nicht verhindern konnte. Nachdem er die Hinrunde der Saison 2008/09 für CS Otopeni gespielt hatte, kehrte er im Januar 2009 zu Dinamo Bukarest zurück, wo er sich in der Saison 2009/10 zum Stammspieler entwickelte.
Nachdem er in der Hinrunde 2010/11 kaum noch zum Einsatz gekommen war, wurde Scarlatache im Januar 2011 für ein halbes Jahr an FK Xəzər Lənkəran in Aserbaidschan ausgeliehen. Im Sommer 2011 kehrte er nach Bukarest zurück, nachdem er zuvor mit Xəzər hinter Neftçi Baku die Vizemeisterschaft erreicht hatte. In der Rückrunde 2011/12 schaffte er bei Dinamo erneut den Sprung zum Stammspieler. Mit seinem Tor im Pokalfinale 2012 machte er seinen Klub zum rumänischen Pokalsieger durch ein 1:0 gegen Rapid Bukarest. Anschließend wechselte er erneut zu Xəzər Lənkəran. Dort spielte er als Stammkraft bis Ende Dezember 2015. Er wechselte zu Astra Giurgiu und kam in der Rückrunde 2015/16 zu einem einzigen Einsatz, gewann mit seinem Klub aber die rumänische Meisterschaft. Im Sommer 2016 kehrte er zu İnter Baku (seit Oktober 2017 FK Keşlə) nach Aserbaidschan zurück. 2018 wechselte innerhalb der Liga zu Zirə FK, nach zwei Jahren war er für den FC Hermannstadt aktiv, konnte aber den Abstieg aus der ersten rumänischen Liga nicht verhindern. In der Folge verließ er die Siebenbürger und unterzeichnete bei CS Mioveni.

## Erfolge
- Rumänischer Meister: 2007, 2016
- Rumänischer Pokalsieger: 2012